# Unité urbaine de Castelnaudary
L'unité urbaine de Castelnaudary est une unité urbaine française centrée sur la ville de Castelnaudary, dans le département de l'Aude et la région Occitanie.

## Données générales
En 2010, selon l'Insee, l'unité urbaine était composée de deux communes, toutes situées dans le département de l'Aude, plus précisément dans l'arrondissement de Carcassonne.
En 2020, à la suite d'un nouveau zonage, elle est composée des deux mêmes communes.
En 2022, avec 13 636 habitants, elle représente la 3e unité urbaine du département de l'Aude et occupe le 39e rang dans la région Occitanie.
En 2021, sa densité de population s'élève à 220 hab/km2. Par sa superficie, elle ne représente que 1,02 % du territoire départemental mais, par sa population, elle regroupe 3,68 % de la population du département de l'Aude.

## Composition 2020 de l'unité urbaine
Elle est composée des deux communes suivantes :
| Nom                          | Code Insee | Département | Statut       | Superficie (km2) | Population (dernière pop. légale) | Densité (hab./km2) | Modifier                                    |
| ---------------------------- | ---------- | ----------- | ------------ | ---------------- | --------------------------------- | ------------------ | ------------------------------------------- |
| Castelnaudary (ville-centre) | 11076      | Aude        | ville-centre | 47,72            | 12 212 (2022)                     | 256                | modifier les données · modifier les données |
| Villeneuve-la-Comptal        | 11430      | Aude        | banlieue     | 15,10            | 1 424 (2022)                      | 94                 | modifier les données · modifier les données |

## Évolution démographique
| 1968   | 1975   | 1982   | 1990   | 1999   | 2010   | 2015   | 2021   | 2022   |
| ------ | ------ | ------ | ------ | ------ | ------ | ------ | ------ | ------ |
| 10 281 | 10 721 | 11 653 | 12 023 | 11 876 | 12 979 | 12 212 | 13 839 | 13 636 |

#### Données générales
- Unité urbaine
- Aire d'attraction d'une ville
- Liste des unités urbaines de France

#### Données démographiques en rapport avec l'unité urbaine de Castelnaudary
- Aire d'attraction de Castelnaudary
- Arrondissement de Carcassonne

#### Données démographiques en rapport avec l'Aude
- Démographie de l'Aude